# Флорист
Флорист — дизайнер-декоратор, що оформляє приміщення з допомогою живих чи засушених квітів та рослин. Також створює квіткові композиції до різноманітних подій. 
Флорист-професіонал має знати основи декору та кольористики. Здобуває диплом у відповідному навчальному закладі. Може працювати в сфері торгівлі у квіткових салонах, займатись прикрашуванням інтер'єру, вітрин.

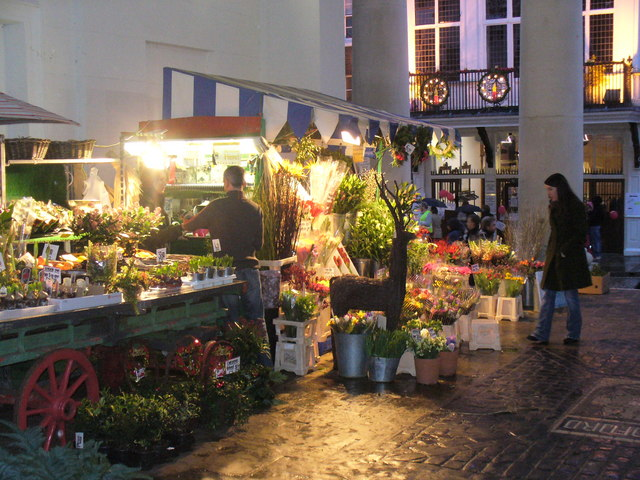

## Загальна інформація
Вибудовуючи певну композицію, букет, флорист прагне передати ідею чи настрій, замислює художній образ, а потім підбирає колірне рішення і матеріали, здатні втілити його в зрозумілу форму.
Вдало складена квіткова композиція — це не просто гармонійне поєднання форм і барв, але і віддзеркалення відчуттів, стану душі. Залежно від специфіки діяльності флорист або творить переважно наодинці, або активно спілкується з клієнтами, приймає і втілює в життя їхні замовлення. Робочий день найчастіше буває ненормованим. Влаштуватися на постійну роботу можна у фірму з оформлення інтер'єрів приміщень, обслуговування святкових заходів, салон квітів. Але можна працювати і приватно, самостійно, розшукуючи замовлення.
Освоїти професію можна на курсах, підмайстром у відомих флористів, або відвідуючи майстер-класи на спеціалізованих виставках і вивчаючи відповідну літературу. Флористові слід мати багату уяву, креативність, естетичний смак, здатність нестандартно мислити, загальну художню обдарованість. Необхідно володіти методами продовження життя недовговічних рослин, уміти швидко складати композиції. Важливі розвинений окомір і кольоровідчуття, навички роботи з живим матеріалом, знання ботаніки. Не обійтися тут також без посидючості і уважності. Протипоказами можуть бути алергія, астма, порушення колірного зору.
Попит на ринку праці не дуже високий, часто має місце поєднання з роботою продавця в магазині квітів. Дохід у такому разі нижчий за середню зарплату у промисловості, проте у хорошого флориста, що має «розкручене» ім'я, працює з відомими і багатими замовниками, вона може бути у 3-4 рази вищою. Можливостей для кар'єрного зростання практично немає, проте з підвищенням рівня майстерності, з появою «імені» доходи зростають дуже істотно.

## Флористи розкривають секрети
Флористка Соломія Гринів: «Квіткові композиції доповнюю сіном, корками, часником…»
Флористка зі Львова Соломія Гринів, як і кожна дівчинка, з дитинства любила квіти, складала їх у композиції. Відчувала потяг до творчості. Флористика — це квіткове мистецтво, коли з будь-чого можна створити красу. Наприклад, витягнути стару пружину з ліжка і витворити з неї букет, додавши кілька квіточок. Флорист повинен постійно експериментувати, аби розвиватись. Для своїх композицій часто використовую каркас із виноградного листя. Має гарний вигляд у букеті квітучий часник. Оригінально доповнюють квіткову композицію кучерява петрушка, плющ. Але далеко не усі квіти поєднуються в одній композиції, через різноманітність кольорів, форми, запахів.
Соломія Гринів вважає найбільшим мінусом українських флористичних ринків — використання целофану. Багато людей, які продають квіти, думають, що чим більше блискучого целофану та стрічок наліпити у букеті, тим він буде кращим. У всьому світі квіти дарують без обгорток. Папір чи целофан використовують лише для транспортування квітів. У країнах колишнього Радянського Союзу також сформувався стереотип, що не можна дарувати парну кількість квітів. У світі ж, навпаки, парна кількість — на щастя.
Окремим великим розділом у квітковому світі є весільна флористика, до якої, окрім букета нареченої та бутоньєрки нареченого, належить оформлення бенкетного залу, арки, машин, келихів… Коли багато замовлень на весілля, Соломія працює цілу ніч, аби зранку наречені змогли забрати свіжі букети.
Для кожної окремої людини пасують конкретні квіти. Не менш важливо, що букетом людина хоче сказати іншій — попросити вибачення, запросити на прогулянку чи попрощатись. Квіткові композиції поділяються за віком та статтю. Тобто є квіти, які підійдуть молодим людям, а інші — пасують краще старшим особам. Відрізняються і букети для жінок та чоловіків. Специфіка композицій для чоловіків — у строгості кольорової гами. Для чоловіків підійдуть кала, антуріум, але не троянда. Для дітей роблю букети з мандарин, якими малята згодом зможуть поласувати.
Флористка Соломія Гринів: «Мій наречений знає, найкращий подарунок для мене — квіти».